# Kardinalska imenovanja pape Grgura XVI.
Papa Grgur XVI. za vrijeme svoga pontifikata (1831. – 1846.) održao je 26 konzistorija na kojima je imenovao ukupno 75 kardinala.

## Konzistorij 30. rujna 1831. (I.)
1. Luigi Lambruschini, C.R.S.P., beritanski naslovni nadbiskup, nuncij u Francuskoj
2. Alessandro Giustiniani, naslovni nadbiskup Petre, nuncij u Portugalu [a]
3. Francesco Tiberi, atenski naslovni nadbiskup, nuncij u Španjolskoj [a]
4. Ugo Pietro Spinola, tebanski naslovni nadbiskup, nuncij u Austriji [a]
5. Francesco Serra, kapuanski nadbiskup [b]
6. Francesco Canali, larisanski naslovni nadbiskup, tajnik Svete kongregacije za biskupe i redovnike [c]
7. Pietro Ostini, tarski naslovni nadbiskup, nuncij u Austriji [d]
8. Giuseppe Antonio Sala, tajnik Svete kongregacije Tridentskoga sabora
9. Benedetto Cappelletti, rimski guverner i vice-kamerlengo Svete Rimske Crkve [a]
10. Luigi Del Drago, prefekt Apostolske palače [a]
11. Francesco Maria Pandolfi Alberici, prefekt Papinskoga doma [a]
12. Ludovico Gazzoli, president Comarchea [a]

## Konzistorij 2. srpnja 1832. (II.)
1. Giuseppe Maria Velzi, O.P., meštar Apostolske palače
2. Mario Mattei, glavni rizničar Apostolske komore

## Konzistorij 15. travnja 1833. (III.)
1. Lorenzo Girolamo Mattei, antiohijski naslovni latinski patrijarh, tajnik Svete kongregacije za apostolski pohod
2. Castruccio Castracane degli Antelminelli, tajnik Svete kongregacije za širenje vjere

## Konzistorij 29. srpnja 1833. (IV.)
1. Jacopo Monico, mletački patrijarh
2. Filippo Giudice Caracciolo, Orat., napuljski nadbiskup

## Konzistorij 20. siječnja 1834. (V.)
1. Giacomo Luigi Brignole, nazianski naslovni nadbiskup, glavni rizničar Apostolske komore
2. Nicola Grimaldi, rimski guverner i vice-kamerlengo Svete Rimske Crkve

## Konzistorij 23. lipnja 1834. (VI.)
1. Gaetano Maria Trigona e Parisi, palermski nadbiskup, Sicilija
2. Luigi Bottiglia Savoulx, perganski naslovni nadbiskup, dekan klerika Apostolske komore
3. Paolo Polidori, tajnik Svete kongregacije Tridentskoga sabora
4. Giuseppe della Porta Rodiani, carigradski naslovni latinski patrijarh, glavni saslušatelj Apostolske komore [e]
5. Giuseppe Alberghini, prisjednik Svete kongregacije rimske i opće inkvizicije [e]
6. Alessandro Spada, dekan saslušatelja Svete Rimske rote [e]
7. Luigi Frezza, kalcedonski naslovni nadbiskup [d]
8. Costantino Patrizi Naro, filipski naslovni nadbiskup [d]
9. Adriano Fieschi, prefekt Apostolske palače [f]

## Konzistorij 6. travnja 1835. (VII.)
1. Placido Maria Tadini, O.C.D., đenovski nadbiskup
2. Ambrogio Bianchi, O.S.B.Cam., opat general svoga reda

## Konzistorij 1. veljače 1836. (VIII.)
1. Jean-Louis Lefebvre de Cheverus, bordoški nadbiskup, Francuska
2. Gabriele della Genga Sermattei, ferarski nadbiskup

## Konzistorij 19. svibnja 1837. (IX.)
1. Luigi Amat di San Filippo e Sorso, nicejski naslovni nadbiskup, nuncij u Španjolskoj
2. Angelo Mai, S.J., tajnik Svete kongregacije za širenje vjere

## Konzistorij 12. veljače 1838. (X.)
1. Chiarissimo Falconieri Mellini, ravenski nadbiskup
2. Antonio Francesco Orioli, O.F.M.Conv., orvietski biskup
3. Giuseppe Gasparo Mezzofanti, prvi kustod Vatikanske knjižnice, kanonik patrijarhalne Vatikanske bazilike
4. Giuseppe Ugolini, dekan klerika Apostolske komore
5. Luigi Ciacchi, rimski guverner i vice-kamerlengo Svete Rimske Crkve
6. Giovanni Soglia Ceroni, jeruzalemski naslovni patrijarh, tajnik Svete kongregacije za biskupe i redovnike [g]
7. Antonio Tosti, glavni rizničar Apostolske komore [g]
8. Francesco Saverio Massimo, prefekt Apostolske palače [h]

## Konzistorij 13. rujna 1838. (XI.)
1. Engelbert Sterckx, mehelenski nadbiskup, Belgija
2. Filippo De Angelis, montefiaskonski nadbiskup-biskup [i]

## Konzistorij 30. studenoga 1838. (XII.)
1. Gabriele Ferretti, fermski nadbiskup, bivši nuncij na Siciliji [i]

## Konzistorij 18. veljače 1839. (XIII.)
1. Charles Januarius Acton, glavni saslušatelj Apostolske komore [h]

## Konzistorij 8. srpnja 1839. (XIV.)
1. Ferdinando Maria Pignatelli, Theat., palermski nadbiskup, Sicilija

## Konzistorij 23. prosinca 1839. (XV.)
1. Hugues-Robert-Jean-Charles de La Tour d'Auvergne-Lauraguais, araski biskup, Francuska
2. Giovanni Maria Mastai Ferretti, imolski nadbiskup-biskup [j]
3. Gaspare Bernardo Pianetti, viterbski i toskanelski biskup [k]
4. Luigi Vannicelli Casoni, rimski guverner, vice-kamerlengo Svete Rimske Crkve, glavni ravnatelj policije [h]

## Konzistorij 14. prosinca 1840. (XVI.)
1. Lodovico Altieri, efeški naslovni nadbiskup, nuncij u Austriji [l]
2. Silvestro Belli, prisjednik Svete kongregacije rimske i opće inkvizicije [m]

## Konzistorij 1. ožujka 1841. (XVII.)
1. Louis-Jacques-Maurice de Bonald, lionski nadbiskup, Francuska

## Konzistorij 12. srpnja 1841. (XVIII.)
1. Tommaso Pasquale Gizzi, tebanski naslovni nadbiskup [n]

U ovom konzistoriju, papa je imenovao i pridržao in pectore još jednoga kardinala, ali njegovo ime nije bilo nikada objavljeno.

## Konzistorij 24. siječnja 1842. (XIX.)
1. Friedrich Johannes Jacob Celestin von Schwarzenberg, salcburški nadbiskup, Austria
2. Cosimo Barnaba Corsi, dekan saslušatelja Rimske rote

## Konzistorij 27. siječnja 1843. (XX.)
1. Francesco di Paola Villadecani, mesinski nadbiskup, Sicilija
2. Ignazio Giovanni Cadolini, edeski naslovni nadbiskup, tajnik Svete kongregacije za širenje vjere
3. Paolo Mangelli Orsi, generalni saslušatelj Apostolske komore
4. Giovanni Serafini, dekan klerika Apostolske komore

## Konzistorij 19. lipnja 1843. (XXI.)
1. Francisco de Sao Luiz Saraiva, O.S.B., lisabonski patrijarh, Portugal
2. Antonio Maria Cadolini, C.R.S.P., jakinski biskup

## Konzistorij 22. siječnja 1844. (XXII.)
1. Antonio Maria Cagiano de Azevedo, glavni saslušatelj kauza Apostolske komore, senigaljski izabrani biskup
2. Niccola Paracciani Clarelli, tajnik Svete konzistorijalne kongregacije, izabrani biskup Montefiasconea i Corneta
3. Fabio Maria Asquini, carigradski naslovni latinski patrijarh, tajnik Svete kongregacije za biskupe i redovnike [l]

## Konzistorij 22. srpnja 1844. (XXIII.)
1. Domenico Carafa della Spina, beneventanski nadbiskup [l]
2. Francesco Capaccini, glavni saslušatelj Apostolske komore [l]
3. Giuseppe Antonio Zacchia Rondinini, rimski guverner, vice-kamerlengo Svete Rimske Crkve, glavni ravnatelj policije [l]
4. Lorenzo Simonetti, apostolski protonotar, prisjednik Svete kongregacije rimske i opće inkvizicije [o]
5. Giacomo Piccolomini, dekan klerika Apostolske komore, prefekt papinske vojske [o]

## Konzistorij 21. travnja 1845. (XXIV.)
Četiri su kardinala pridržana in pectore, i nikada nisu bili objavljeni.

## Konzistorij 24. studenoga 1845. (XXV.)
Jedan je kardinal pridržan in pectore, i nikada nije bio objavljen.

## Konzistorij 19. siječnja 1846. (XXVI.)
1. Guilherme Henriques de Carvalho, lisabonski patrijarh, Portugal
2. Sisto Riario Sforza, napuljski nadbiskup, Sicilija
3. Joseph Bernet, nadbiskup Aixa, Francuska